# Mandril (ferramenta de corte)

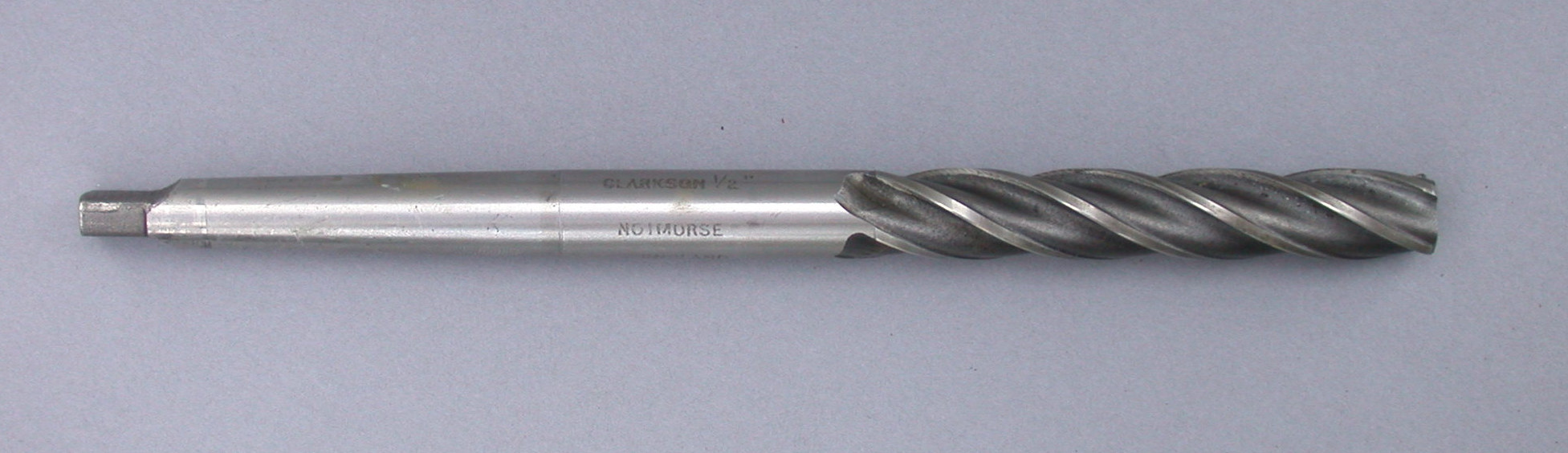
Mandril para máquina com haste de cone morse

Mandril (português europeu) ou alargador (português brasileiro) é uma ferramenta de corte usada na metalomecânica que permite alargar furos, previamente maquinados, através da remoção de pouco material por fricção, permitindo uma boa precisão e acabamento do furo em questão. Existe também mandris de baixa precisão ou escareadores, que servem para apenas alargar furos e remover quaisquer limalha que a furação tenha deixado no furo. Existem vários tipos de mandris mas eles podem ser atribuídos ao tipo de mandril manual ou mandril para máquina como por exemplo um torno.

## Construção
Um mandril típico consiste num conjunto de gumes paralelos ou helicoidais, ao longo de parte do comprimento da ferramenta, estes na ponta inferior tem um ligeiro ângulo para permitir uma entrada suave e centrada.
Devido à sua dureza e ao propósito de rectificar, os mandris devem ser apenas usados para retirar pouco material de cada vez.
O sentido dos gumes de corte podem ser, dependendo do uso, no sentido horário ou anti-horário. 
Para as máquinas-ferramenta a haste normalmente é um dos seguintes tipos de encaixe: cone (cone Morse ou cone Brown & Sharpe), haste redonda (para pinça), haste redonda com rasgo (para parafuso num porta-ferramenta).Para mandris manuais a haste acaba num quadrado, o que permite ser usado por um desandador. 